# Osterfeine
Osterfeine ist ein Ortsteil der Stadt Damme im niedersächsischen Landkreis Vechta. 

## Geografie und Verkehrsanbindung
Osterfeine liegt nordöstlich des Kernortes Damme, nordwestlich des Dümmers und nordöstlich der Dammer Berge. Die Landesstraße L 853 verläuft südlich.
Das Naturschutzgebiet (NSG) Westliche Dümmerniederung liegt südöstlich und das NSG Huntebruch und Huntebruchwiesen nordöstlich.

## Söhne und Töchter des Ortes
- Johannes Pohlschneider (1899–1981), von 1954 bis 1974 Bischof von Aachen